# Никитин, Сергей Алексеевич
Серге́й Алексе́евич Ники́тин (род. 3 мая 1950, Москва) — советский и российский эксперт-криминалист, известный восстановлением (пластической реконструкцией) скульптурных портретов по черепу методом М. М. Герасимова. Создал изображения убитых Романовых, а также московских цариц и великих княгинь (чьи захоронения раньше находились в Вознесенском монастыре в Кремле, а после того, как он был снесён большевиками, с 1929 года в Архангельском соборе); участвовал в уточнении обстоятельств смерти Есенина.

## Биография
Закончил Московский мединститут им. Пирогова. Эксперт высшей квалификационной категории, главный специалист Бюро судебно-медицинской экспертизы г. Москвы. Разработал методики сравнительного исследования фотоизображения лица и черепа, а также графического построения портрета по черепу с использованием компьютерных программ. 37 лет работает над усовершенствованием методик реконструирования как портрета, так и самого черепа; продолжает поиск зависимостей лица и его деталей от строения черепа.
В Бюро судебно-медицинской экспертизы работает с 1973 г. после окончания института, в котором проходил подготовку по судебной медицине на кафедре судебной медицины (в научном студенческом кружке, затем в субординатуре, в 1975 году закончил клиническую ординатуру).

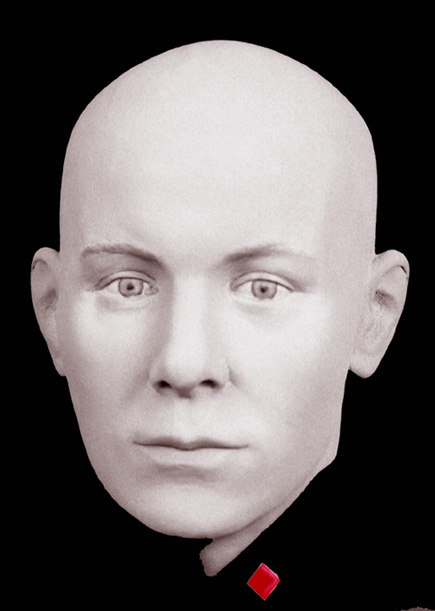
Реконструкция С. А. Никитина по черепу лётчика В. Я. Косорукова, героически погибшего под Москвой в ноябре 1941

В 1972—1975 гг. в лаборатории Михаила Герасимова начал заниматься антропологической реконструкцией (восстановлением головы по черепу). В 1973—1982 гг. работал в танатологических отделениях и в медико-криминалистическом отделении Бюро, с 1982 г. работает в медико-криминалистическом отделении, в 1976—1981 гг. был консультантом отдела реконструкции лица по черепу ЦНИКЛ МВД СССР. В этот период разработал методику, которая легла в основу комбинированного графического метода реконструкции, успешно применяемого по сей день.
По заданию Бюро СМЭ и НИИ СМ МЗ СССР выезжал в служебные командировки для экспертной оценки эксгумированных трупов. Принимал участие в научно-практических разработках с ВНИИ авиационной и космической медицины. В 1984—2006 гг. выполнял исследования для кафедры археологии МГУ, Жуковского ГК ВЛКСМ, научного отдела истории пещер Киево-Печерского ГИКЗ, Института мировой литературы, археологического отдела Московского Кремля, клуба Дмитрия Шпаро, Московской Патриархии, института археологии РАН, ассоциации «Военные мемориалы», Государственного архива РФ, подготовил 5 специалистов в области антропологической реконструкции.
В 1994 году произвел портретную экспертизу по факту обнаружения останков царской семьи, участвовал в работе правительственной комиссии. В январе 1995 года по поручению министра здравоохранения и медицинской промышленности РФ был командирован в Моздок для организации исследований останков неизвестных, погибших в начале вооруженного конфликта в Чеченской Республике. Проводил экспертизы по фактам террористических актов в Москве и Беслане.
Выступал с докладом на 52-м съезде Американской академии судебных наук (США, г. Рено, февраль 2000). На международном конкурсе специалистов в области антропологической реконструкции в США (март 2000) выполнил контрольное восстановление портрета по черепу с лучшим результатом.

## Портреты, реконструированные Никитиным
Выполнил 580 скульптурных и графических портретов для разыскных целей и 28 скульптурных портретов исторических личностей. Портреты, реконструированные Никитиным, экспонируются в музеях Москвы, Екатеринбурга, Киева, Тикси, Тарусы, Алексина, Мурома, Норильска, Суздаля.
- София Палеолог, Елена Глинская, Марфа Собакина, Евдокия Дмитриевна, Ирина Годунова, Мария Старицкая, Ульяна Захарьина (из Некрополя Вознесенского монастыря)
- Илья Муромец, Нестор Летописец
- Николай II, Александра Федоровна, великие княжны, сопровождающие лица, расстрелянные вместе с ними и др.

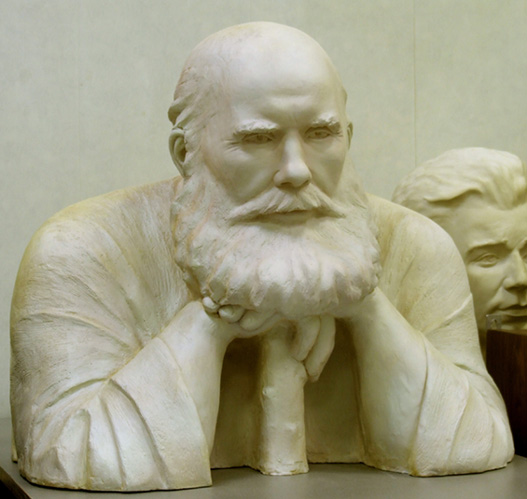
Илья Муромец
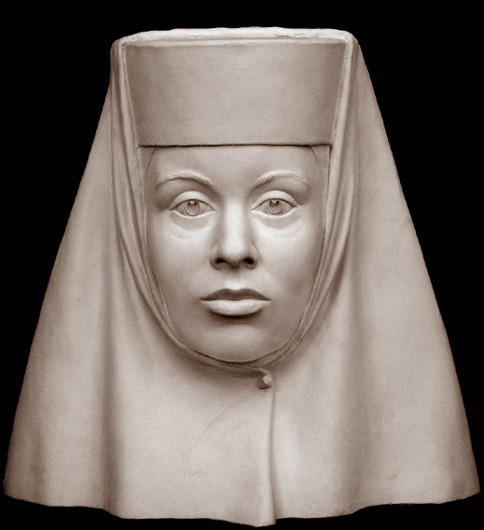
Ирина Годунова
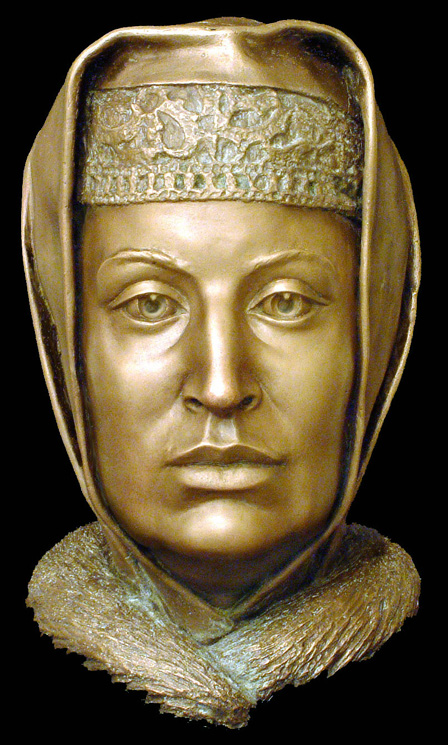
София Палеолог
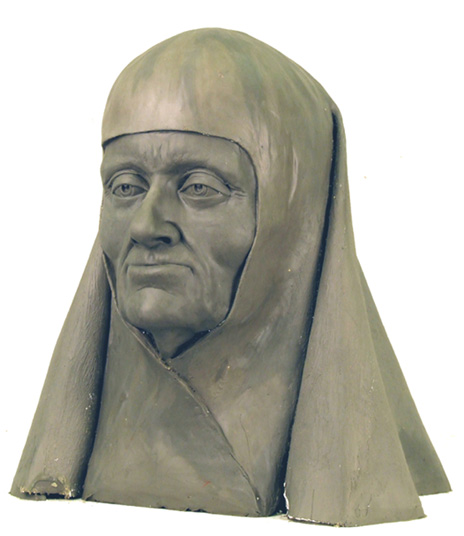
Инокиня Анастасия, первая тёща Ивана Грозного